# 순교자 누바르 오자냔 여단
순교자 누바르 오자냔 여단(Նահատակ Նուպար Օզանեան Գումարտակ, طابور الشهيد نوبار اوزانيان Tābūr Al-Shāhīd Nūbar Awzānyan[*], Tabura Şehid Nubar Ozanyan)은 시리아에 수립된 아르메니아인 군사단체이다. 2019년 4월 24일 시리아 민주군의 일원으로서 창립된 이 단체는 튀르키예에서 태어난 마르크스-레닌주의 혁명가이자 2017년 락까 전투 동안 TKP-ML을 이끌다 전사한 누바르 오자냔의 이름을 땄다. 여단은 아르메니아 집단살해의 제104번째 기념일에 텔고란의 마르지야 교회에서 설립되었다.
여단은 아르메니아인 아르메니아어, 문화와 로자바의 모든 사람들을 ISIL과 터키로부터 지키는 것이 목표라고 선언했으며, 현재 터키에 대해서는 파시스트 통일진보위원회의 대표라고 말했다.

## 같이 보기
- 시리아 민주군
- 시리아 내 아르메니아인
- 아르메니아 해방을 위한 아르메니아인 비밀군